# Gromada Dorohucza
Die Gromada Dorohucza war eine Verwaltungseinheit in der Volksrepublik Polen zwischen 1954 und 1958. Verwaltet wurde die Gromada vom Gromadzka Rada Narodowa, dessen Sitz sich in Dorohucza befand und aus 10 Mitgliedern bestand.
Die Gromada Dorohucza gehörte zum Powiat Chełmski in der Woiwodschaft Lublin und bestand aus den Dörfern Dorohucza und Wojciechów, ehemaligen Gromadas der aufgelösten Gmina Siedliszcze und dem Dorf Majdan Siostrzytowski aus der aufgelösten Gmina Jaszczów. Zum 1. Januar 1957 wurden Teile des Dorfes Majdan Siostrzytowski aus der Gromada Dorohucza ausgegliedert und in die Gromada Białka eingegliedert. Zum 1. Januar 1958 wurde die Gromada Dorohucza aufgelöst, das Dorf Wojciechów wurde in die Gromada Chojno Nowe eingegliedert und der übrige Teil der Gromada wurde der Gromada Trawniki zugeordnet.